# St. Josef (Olmscheid)

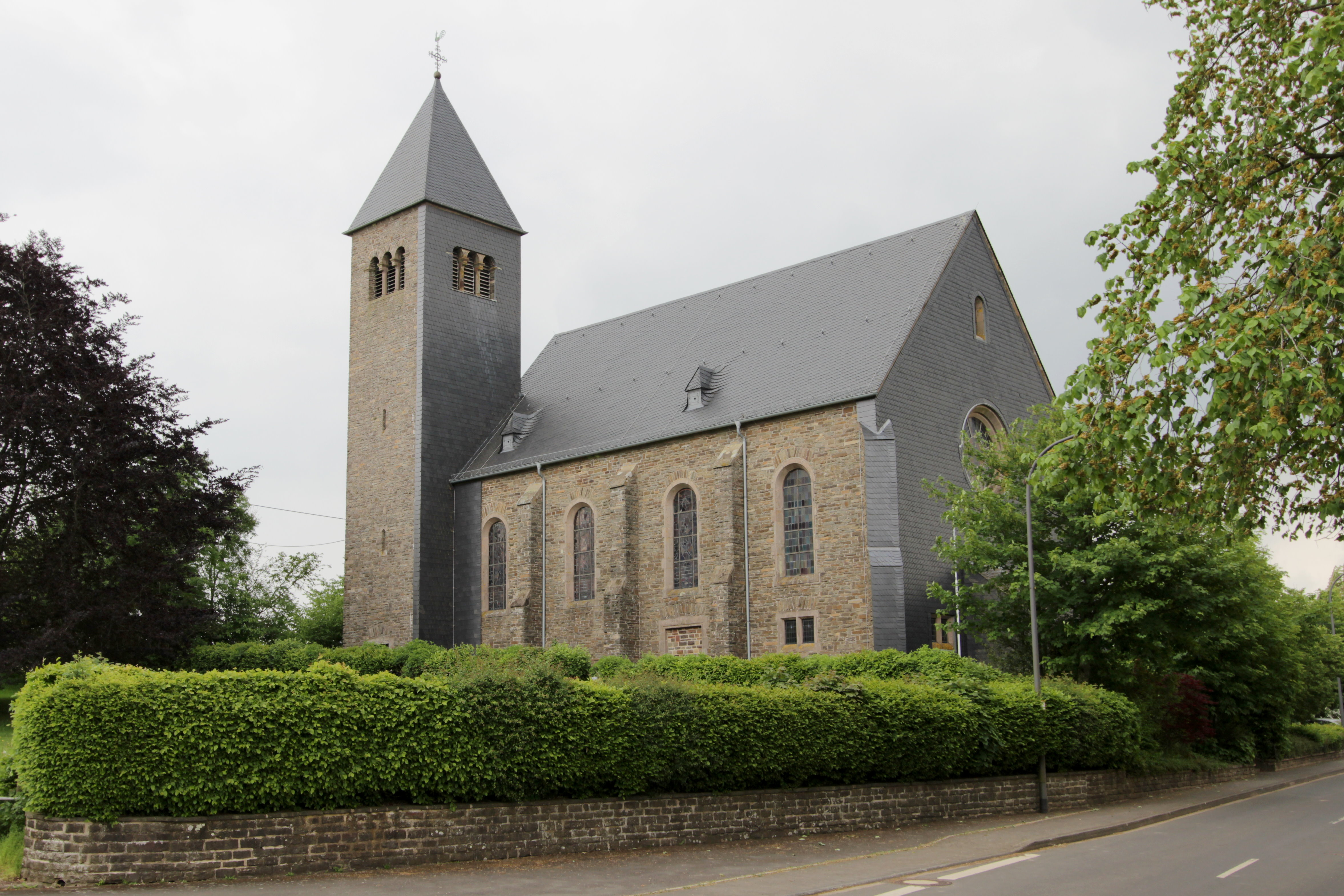
Olmscheid, St. Josef

Die Kirche St. Josef ist die römisch-katholische Pfarrkirche von Olmscheid im Eifelkreis Bitburg-Prüm in Rheinland-Pfalz. Die Pfarrei St. Josef gehört in der Pfarreiengemeinschaft Arzfeld zum Dekanat St. Willibrord Westeifel im Bistum Trier.

## Geschichte
Nach Schließung der inzwischen baufälligen Kirche (aus dem 14. Jahrhundert) im Jahre 1910 baute Architekt Dombaumeister Julius Wirtz von 1912 bis 1916 eine neue Kirche aus Bruchsteinen im romanisierenden Stil mit einem massigen Turm. Sie wurde 1915 von Bischof Korum eingeweiht.

## Ausstattung

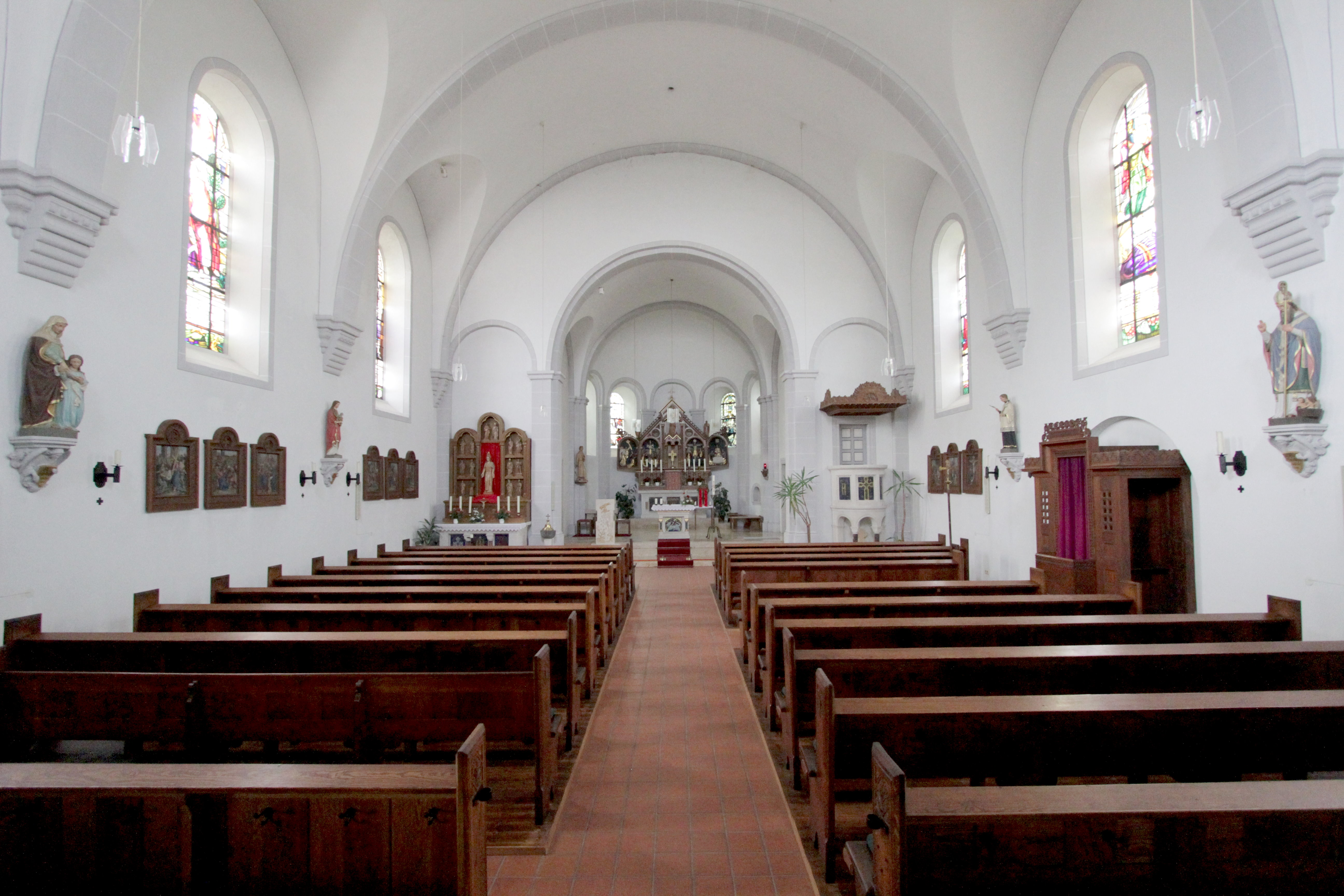
Innenraum

Der Hochaltar (Flügelaltar) St. Josef und der Altar der 14 Nothelfer stammen aus der Zeit der Einweihung. Die Kirche verfügt über eine nur von der Sakristei zugängliche Kanzel. Die Orgel wurde 1979 von der Firma Hugo Mayer Orgelbau geliefert. Anfang der 1990er Jahre wurde der gesamte Kirchenraum erneuert.